# トロピノンレダクターゼI
トロピノンレダクターゼI（tropinone reductase I, TR-I）は、次の化学反応を触媒する酸化還元酵素である。
トロピン + NADP+ {\displaystyle {\ce {<=>}}} トロピノン + NADPH + H+
すなわち、この酵素の基質はトロピンとNADP+、生成物はトロピノンとNADPHとH+である。
組織名はtropine:NADP+ 3α-oxidoreductaseで、別名にtropine dehydrogenase, tropinone reductase (ambiguous)がある。